# Відава (гміна)
Гміна Відава (пол. Gmina Widawa) — сільська гміна у центральній Польщі. Належить до Ласького повіту Лодзинського воєводства.
Станом на 31 грудня 2011 у гміні проживало 7664 особи.

## Площа
Згідно з даними за 2007 рік площа гміни становила 178.04 км², у тому числі:
- орні землі: 71.00%
- ліси: 22.00%

Таким чином, площа гміни становить 28.84% площі повіту.

## Населення
Станом на 31 грудня 2011:
| Опис     | Загалом | Загалом | Чоловіки | Чоловіки | Жінки | Жінки |
| -------- | ------- | ------- | -------- | -------- | ----- | ----- |
| одиниця  | осіб    | %       | осіб     | %        | осіб  | %     |
| все      | 7664    | 100     | 3798     | 49.56    | 3866  | 50.44 |
| міське   | 0       | 100     | 0        |          | 0     |       |
| сільське | 7664    | 100     | 3798     | 49.56    | 3866  | 50.44 |

## Сусідні гміни
Гміна Відава межує з такими гмінами: Буженін, Заполіце, Зелюв, Конопниця, Русець, Сендзейовіце, Щерцув.